# Cécile Odin
Cécile Odin (nascida em 4 de outubro de 1965) é uma ex-ciclista francesa que representou França em duas provas de ciclismo de estrada nos Jogos Olímpicos de Verão de 1984 e 1988, terminando na décima primeira e vigésima oitava posição, respectivamente.